# Poncol (Pekalongan Timur)
Poncol is een bestuurslaag in het regentschap Pekalongan van de provincie Midden-Java, Indonesië. Poncol telt 10.620 inwoners (volkstelling 2010).